# Haldaur
Haldaur é uma cidade e um município no distrito de Bijnor, no estado indiano de Uttar Pradesh.

## Geografia
Haldaur está localizada a 29° 18′ N, 78° 17′ L. Tem uma altitude média de 220 metros (721 pés).

## Demografia
Segundo o censo de 2001, Haldaur tinha uma população de 17,894 habitantes. Os indivíduos do sexo masculino constituem 53% da população e os do sexo feminino 47%. Haldaur tem uma taxa de literacia de 61%, superior à média nacional de 59.5%: a literacia no sexo masculino é de 68% e no sexo feminino é de 54%. Em Haldaur, 15% da população está abaixo dos 6 anos de idade.